# Aviosuperficie ed elisuperficie di Torraccia
L'aviosuperficie ed elisuperficie di Torraccia si trova nella Repubblica di San Marino a 200 metri dal confine con l'Italia. È l'unica struttura aeroportuale della Repubblica ed è gestita dall'Aeroclub San Marino.

## Descrizione tecnica
L'aviosuperficie, in erba, è lunga 650 metri circa, con orientamento 16/34. L'orientamento preferenziale per i decolli è la pista 16 mentre per gli atterraggi la pista 34. La pista 34 ha circuito con virate a destra.
Nel 1983 si costituisce l'Aeroclub San Marino che ha riconoscimento giuridico come associazione da parte del Consiglio dei XII nel 1985; nello stesso anno viene costruita l'aviosuperficie di Torraccia.
Il PRG comunale (scaduto da tempo) prevede l'espansione fino un totale di 950 metri. L'ampliamento è tuttavia ostacolato dai residenti, a causa della poca chiarezza da parte delle istituzioni e del mancato progetto definitivo
L'elisuperficie, di dimensioni ridotte (98,2 metri), permette l'atterraggio di elicotteri di vario genere.
Alcune volte si sono esibite nell'area dell'aviosuperficie, aerei acrobatici( nonostante sia vietato) di vario tipo, e i paracadutisti.
Entrambe le piste sono attive tutti i giorni compresi i festivi.
Il 19 giugno 2011 l'eliporto è stato utilizzato da papa Benedetto XVI per la visita nella diocesi di San Marino-Montefeltro: dopo aver raggiunto l'aviosuperficie dall'eliporto di Città del Vaticano, da qui si è recato a Pennabilli.
La vigilia di natale del 2014 il presidente dell'Aeroclub San Marino Corrado Carattoni ha lanciato l'idea di trasformare l'aviosuperficie ed elisuperficie in aeroporto vero e proprio di interesse nazionale pavimentando la pista d'atterraggio, aumentando i posti nell'hangar e allungando la pista da 650 m a 1 km.

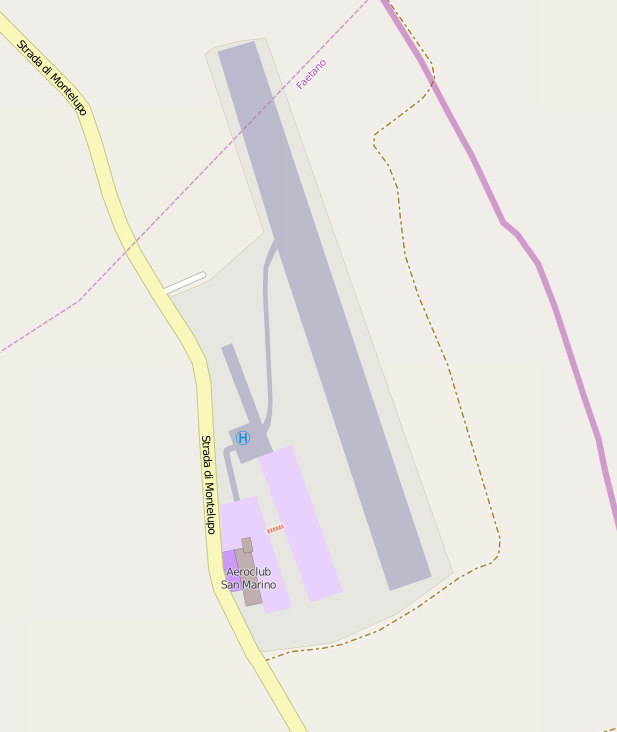
Cartina dell'Aviosuperficie ed elisuperficie di Torraccia.

## Incidenti
- L'11 giugno 2010 un Cessna 172 dell'aeroclub di Fano non si è fermato alla fine della pista 34 per un'avaria al sistema frenante e una soffiata di libeccio. Feriti i due occupanti a bordo del velivolo, che è andato completamente distrutto[4]. L'inchiesta dell'incidenza è stata svolta dall'Agenzia nazionale per la sicurezza del volo, agenzia che si occupa degli incidenti o gravi inconvenienti che avvengono sul suolo italiano che ha firmato un protocollo d'intesa con l'ente dell'aviazione civile sammarinese nel 2009[5].